# Jared Huffman
Jared Huffman (Independence, 18 febbraio 1964) è un politico e avvocato statunitense, membro della Camera dei Rappresentanti per lo stato della California dal 2013.

## Biografia
Nato nel Missouri, Huffman studiò all'Università della California, Santa Barbara e si laureò in legge al Boston College. Durante gli studi fu un accanito giocatore di pallavolo.
Dopo la laurea lavorò come avvocato specializzandosi nel ramo della tutela del consumatore. Entrato in politica con il Partito Democratico, nel 2006 Huffman venne eletto all'interno della legislatura statale della California. Fu riconfermato nel 2008 e nel 2010, finché nel 2012 decise di candidarsi alla Camera dei Rappresentanti per il seggio lasciato dalla deputata Lynn Woolsey. Huffman riuscì a vincere le elezioni con oltre il 70% delle preferenze e divenne deputato.
Ideologicamente Huffman si configura come un democratico liberale ed è membro del Congressional Progressive Caucus.
Sposato con Susan, Huffman ha due figli.